# Hogra
 (juillet 2013).
Si vous disposez d'ouvrages ou d'articles de référence ou si vous connaissez des sites web de qualité traitant du thème abordé ici, merci de compléter l'article en donnant les références utiles à sa vérifiabilité et en les liant à la section « Notes et références ».
 (octobre 2016).
 (8 janvier 2017).
- Si vous ne connaissez pas le sujet, laissez ce bandeau (vous pouvez alors contacter les auteurs).
- Si vous supprimez le contenu mis en cause (vous pouvez préalablement contacter les auteurs),

argumentez précisément cette suppression dans la page de discussion
(un manque de référence n'est pas un argument ; une recherche réelle de référence doit avoir été effectuée, être formellement documentée).
Le terme hogra (حڤرة en arabe maghrébin) désigne un sentiment d’injustice et d’oppression ressenti face à des abus de pouvoir, des discriminations et un mépris institutionnalisé envers certaines catégories de population. Il traduit la perception d’une inégalité de traitement, notamment de la part des autorités administratives et politiques. 
Ce concept prend ses origines dans la révolte du 5 octobre 1988, et est mobilisé pour dénoncer des pratiques de marginalisation et d’exclusion sociale.

## Définition
Hogra désigne une oppression, une exclusion ou une brimade injuste, provoquée par un abus de pouvoir ou d’autorité ou encore un déni de justice. C'est couplé d’impunité.

## Histoire

### Origine et signification
« Hogra » vient de la racine arabe H-Q-R (حقَرَ). Il s'agit d'un terme très populaire à connotation négative et très courant dans la société algérienne. Il désigne principalement une discrimination sociale très négative de la part de toute personne détentrice de l'autorité publique. Subsidiairement, ce terme peut également être rapproché du dédain ou du mépris. Il peut aussi signifier injustice, iniquité, abus de pouvoir, humiliation.

### Révolte du 5 octobre 1988et essaimage du mot
La hogra est l'une des causes principales du déclenchement de la  Selon le linguiste Dominique Caubet, le terme apparaît en Algérie lors de la révolte du 5 octobre 1988, est repris par les quartiers populaires et immigrés français, avant d’arriver au Maroc, où il fait florès en 2011.
Et s'il est souvent utilisé pour désigner la hogra du pouvoir à l'égard de la population où, dans ce cas précis, le « hagar » par excellence est l'État, avec son administration, sa police, son armée et ses bureaucrates obtus, la « hogra » désigne tous les cas où une ou plusieurs personnes tirent profit de leur force, de leur pouvoir ou de l'état de faiblesse des autres.
L’unité sociopolitique et économique de base de la société kabyle est la famille. L'union et la solidarité entre ses membres en font une force, ce qui fait dire au chanteur Idir dans sa chanson Chfigh : « Celui qui n'a pas de famille est mahgour ». Désignés par l'expression « echaab meskine » (le peuple, le pauvre), ceci ne prive pas la pratique de la hogra à tous les niveaux de la société. La hogra étant très mal perçue, le « haggar », pour se dédouaner de sa responsabilité, rejettera la faute sur la victime,.  
Mathieu Rigouste dans Le Théorème de la hoggra explique les prémices d'une guerre sociale par le biais d'histoires de douze personnages allégoriques à travers différentes périodes allant de la période coloniale jusqu'à l'évolution des sociétés de contrôle et de ce qui leur résiste.
Hogra peut avoir différents sens en fonction du contexte, entre autres ceux de : humiliation, dévaluation systématique, oppression, mépris, injustice, humiliation assortis de cynisme lynchage, etc.